# Aleksandr Braunstein
Aleksandr Jewsiejewicz Braunstein (ros. Александр Евсеевич Браунштейн, ur. 3 maja?/16 maja 1902 w Charkowie, zm. 1 lipca 1986 w Moskwie) – rosyjski biochemik. Członek Akademii Nauk ZSRR (1964). Wspólnie z Marią Kricman odkrył w 1937 roku reakcję transaminacji.
Urodził się w rodzinie żydowskiego oftalmologa. W 1925 ukończył Charkowski Instytut Medyczny, 1925-1928 kształcił się przy Instytucie Biochemicznym Ludowego Komisariatu Ochrony Zdrowia ZSRR, w 1928 obronił pracę dyplomową, później pracował w Moskwie jako pracownik naukowy w różnych instytutach, w 1945 został akademikiem Akademii Nauk Medycznych ZSRR, a w 1964 Akademii Nauk ZSRR. Został pochowany na Cmentarzu Kuncewskim.

## Odznaczenia i nagrody
- Medal Sierp i Młot Bohatera Pracy Socjalistycznej (6 czerwca 1972)
- Order Lenina (6 czerwca 1972)
- Order Czerwonego Sztandaru Pracy (trzykrotnie, 5 września 1951, 17 września 1975 i 6 sierpnia 1982)
- Nagroda Leninowska (1980)
- Nagroda Stalinowska (1941)

I medale.